# アジェンダ設定
アジェンダ設定（アジェンダせってい、英語: agenda-setting）機能説とは、マスメディア研究の用語で、あるテーマの重要性が報道での言及量・頻度により決定づけられること、ひいては、大衆や政治家の注目する議題（アジェンダ）を設定する影響力がマスメディアにあるという説を指す。マクスウェル・マコームズとドナルド・ショーによって1972年に提唱され、以後多くの派生研究を産んだ。議題設定機能、アジェンダセッティングとも呼ばれる。

## マコームズとショーの研究
マックスウェル・マコームズ（「マックウム」などとも）とドナルド・ルイス・ショー（「ショウー」などとも）は1972年の論文で「アジェンダ設定機能」の説を提唱した。マコームズらは1968年アメリカ合衆国大統領選挙に際して調査を行い、マスメディアで強調される争点と投票先を決めていない有権者が考える争点との間に高い相関があることを見出した。
支持先を決めていない層の支持先がマスメディアによって左右される傾向は、以後の研究でも示されている。一方で、支持先がはっきりしている層は自分の支持する情報を優先して受容する（選択的受容）ため、マスメディアにより支持先を変えられることは少ない。

## 因果の方向
マコームズらのもともとの研究で示されたのは相関（因果の向きを特定しない関係）にとどまっていたが、マスメディアが原因となって世論形成が生じたことを示した例として、1980年代半ばのアメリカの反麻薬報道についての研究がある。